# Take Two, enquêtes en duo
Take Two, Enquêtes en duo (Take Two) est une série télévisée américano-germano-française en treize épisodes de 42 minutes créée par Andrew W. Marlowe et Terri Edda Miller, diffusée entre le 21 juin 2018 et le 13 septembre 2018 sur le réseau ABC et en simultané sur le réseau CTV au Canada.
En Allemagne, la série est diffusée à partir de 29 août 2018 sur VOX. En France, depuis le 24 septembre 2018 sur France 2 puis à partir du 25 juin 2018 sur Polar+., et au Québec à partir du 27 août 2019 sur Elle Fictions. Elle reste inédite dans les autres pays francophones.

## Synopsis
Sam est l'ancienne star de Hot Suspect, une série policière à succès. Mais aujourd'hui, sa carrière se porte très mal, à la suite de son séjour en cure de désintoxication. Désespérée à l'idée de retrouver un rôle, elle demande à observer le détective privé Eddie Valetik pour se préparer pour un rôle. Alors qu'Eddie voit plus cela comme un job de baby-sitter, il va vite se rendre compte que Sam est un très bon atout, forte de son expérience acquise au fil des 200 épisodes de sa série.
Quand la presse découvre que Sam travaille avec Eddie, ce dernier commence à recevoir énormément de demandes de nouveaux clients voulant engager le duo.

## Distribution
- Rachel Bilson (VF : Karine Foviau) : Sam Swift
- Eddie Cibrian (VF : Alexis Victor) : Eddie Valetik
- Alice Lee (VF : Geneviève Doang) : Monica
- Xavier de Guzman (VF : Adrien Larmande) : Roberto « Berto » Vasquez
- Aliyah O'Brien (en) (VF : Josy Bernard) : détective Christine Rollins

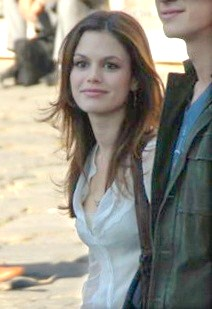
Rachel Bilson interprète Sam.
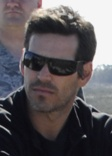
Eddie Cibrian interprète Eddie.

### Acteurs récurrents et invités
- Jordan Gavaris (VF : Yoann Sover) : Mick English « M.E », le medecin légiste (5 épisodes)
- Lamont Thompson (VF : Frantz Confiac) : Zeus (4 épisodes)
- Heather Doerksen (VF : Claire Morin) : Sydney, l'agente de Sam (épisodes 1, 3 et 13)
- Brian Markinson : Juge Noah B. Chambers (épisodes 1, 6 et 13)
- Michelle Harrison : Mads (épisode 1)
- Emily Tennant : Lynette Rainey (épisode 1)
- Tim Kelleher : Paul Seaborn (épisode 1)
- Jonathan Silverman : Bradley Marsh (épisode 2)
- Hrach Titizian (en) : Aram Nazarian (épisode 3)
- Jesse Hutch : Stephen Carter (épisode 3)
- Greyston Holt : Dylan (épisode 4)
- Aaron Pearl : Special Agent Daily (épisode 4)
- Seamus Dever : Todd Garlin (épisode 5)
- Niall Matter : Hugh Garlin (épisode 5)
- Christine Chatelain : Lisa Garlin (épisode 5)
- Françoise Yip : Cheryl Axelrod (épisode 5)
- Tattiawna Jones (en) : Piper Mannox (épisode 6)
- Jewel Staite : Jackie Jarvis (épisode 7)
- Stephen Lobo : Trevor (épisode 7)
- Paul Campbell : Galen Eckhart (épisode 8)
- Megan Leitch : Sleep Clinic Doctor (épisode 8)
- Colin Lawrence (en) : détective Jay Elder (épisodes 9 et 11)
- Jonathan Chase : Tim Stepansky (épisode 9)
- Venus Terzo : Dr Santos (épisode 9)
- Chelsea Hobbs : Alison Hopkins (épisode 9)
- Eric Keenleyside : Harry Bueller (épisode 10)
- Martin Cummins : Wes McManus (épisode 10)
- Jim Byrnes : Josiah Carberry (épisode 10)
- Mark Humphrey (en) : Perry Hansen (épisode 11)
- Karin Konoval : Melanie Ray (épisode 11)
- Sara Canning : Melissa Larson (épisode 12)
- Nicholas Lea : Marcus Cutler (épisode 12)
- Adrian Petriw (en) : Tech Officer (épisode 12)
- Emily Rose : Emily Speer (épisode 13)
- Lochlyn Munro : Mitch Rhodes (épisode 13)
- Al Sapienza : Jimmy Dante (épisode 13)

## Production

### Développement
Le 29 mars 2017, Andrew W. Marlowe, créateur de la série Castle, et Terri Edda Miller annoncent le développement d'un projet de série policière pour le studio français Studio Canal.
Le 16 novembre 2017, il est annoncé que le réseau ABC vient de commander une première saison, sans passer par un épisode pilote, en association avec la chaîne allemande VOX et la chaîne française France 2. Le studio américain ABC Studios et le studio allemand Tandem Communications rejoignent également la production.
Le 14 mai 2018, ABC annonce le lancement américain de la série pour le 21 juin 2018.
Le 21 novembre 2018, ABC annule la série. Les producteurs sont à la recherche d'un autre diffuseur.

### Casting
Le 16 novembre 2017, il est annoncé que Rachel Bilson et Eddie Cibrian interprèteront le duo principal puis le 13 mars 2018, les actrices Aliyah O'Brien et Alice Lee rejoignent la distribution de la série.

### Tournage
Le tournage de la série a commencé officiellement le 26 février 2018 au Crossing Riverbend Studios de Burnaby au Canada.

## Épisodes
1. La Star et le Privé (Take Two)
2. La Main dans le sac (Smoking Gun)
3. Recherche DJ désespérément (Taken)
4. Sexe, mensonges et réputation (Ex's and Oh's)
5. La Mort lui va si bien (Death Becomes Him)
6. La Chasseuse de prime (The Devil You Know)
7. À propos de la nuit dernière (About Last Night)
8. La Belle vie d'Ava (All About Ava)
9. À l'origine du mal (Shadows of the Past)
10. Rencontre du 4e type (Stillwater)
11. La Famille Rollins (Family Ties)
12. Opération vol aux enchères (It Takes a Thief)
13. Le Passé dans la peau (One to the Heart)